# هورنی لیبوخووا
هورنی لیبوخووا (به چکی: Horní Libochová) یک منطقهٔ مسکونی در جمهوری چک است که در ناحیه ژدار ناد سازاووو واقع شده‌است. هورنی لیبوخووا ۴٫۶ کیلومتر مربع مساحت و ۲۰۳ نفر جمعیت دارد و ۵۰۵ متر بالاتر از سطح دریا واقع شده‌است.